# Portell (Lérida)
Portell es una localidad española del municipio de Sant Ramon, perteneciente a la provincia de Lérida, en la comunidad autónoma de Cataluña.

## Historia
Hacia mediados del siglo XIX, el lugar, por entonces cabeza de ayuntamiento, tenía contabilizada una población de 72 habitantes. Aparece descrito en el decimotercer volumen del Diccionario geográfico-estadístico-histórico de España y sus posesiones de Ultramar de Pascual Madoz de la siguiente manera:

PORTELL: l. en la prov. de Lérida, part. jud. de Cervera, dióc. de Solsona, aud. terr. y c. g. de Barcelona, es cab. del ayunt. de su mismo nombre, á que están agregados el ex-monast. de San Roman, la cuadra de Jurats y los pueblos de Guspi, Viver y Mauros: sit. en terreno desigual; su clima es frio, pero sano. Tiene 29 casas, igl. parr. (San Jaime) servida por un cura, y buenas aguas potables. Confina con Castellfullit, Monros, Guspi y Viver: en su térm. se encuentran el mencionado ex-monast. de San Roman y la Cuadra de Jurats. El terreno es de mediana calidad. prod.: trigo, vino, centeno y legumbres. ind.: fáb. de aguardiente. pobl.: 12 vec., 72 alm. riqueza imp.: 31,429 rs. contr.: el 14'48 por 100 de esta riqueza.
(Madoz, 1849, p. 162)

## Demografía
| Gráfica de evolución demográfica de Portell entre 1842 y 1930 |
| |
| Población de derecho según los censos de población del INE Población de hecho según los censos de población del INEEntre el censo de 1857 y el anterior, crece el término del municipio porque incorpora a 255194 (Guspí), 255400 (Viver) Entre el censo de 1940 y el anterior, este municipio desaparece porque se integra en el municipio 25194 (San Ramón) |

En la actualidad pertenece al municipio de Sant Ramon. En 2022, la entidad singular de población tenía empadronados 81 habitantes y el núcleo de población 40 habitantes.